# مهند مهدي الندوي
مهند مهدي الندوي ؛ هو لاعب كرة قدم عراقي. يلعب كمهاجم.
وهو أول لاعب عراقي يحترف في الدوري الإيراني وهو أول لاعب أجنبي يحصل على لقب هداف الدوري الإيراني وكان ذلك في موسم 1999-2000 مع نادي صنعت نفط عبادان واستمر هناك حتى عام 2004 ثم عاد إلى العراق .